# 蒂拉托巴 (密西西比州)
蒂拉托巴（英語：Tillatoba）是位於美國密西西比州亞洛布沙縣的城鎮。

## 人口
根據2020年美國人口普查的數據，蒂拉托巴的面積為2.63平方千米，皆為陸地。當地共有人口95人，而人口密度為每平方千米36人。